# 偕叡廉
喬治·威廉·馬偕（英語：George William Mackay，1882年1月22日—1963年8月16日），漢名偕叡廉，是加拿大傳教士偕叡理（馬偕）與張聰明（偕牧師娘）之子，有馬偕二世，小馬偕之稱。是台灣少數擁有四種國籍的傳教士。

## 生平

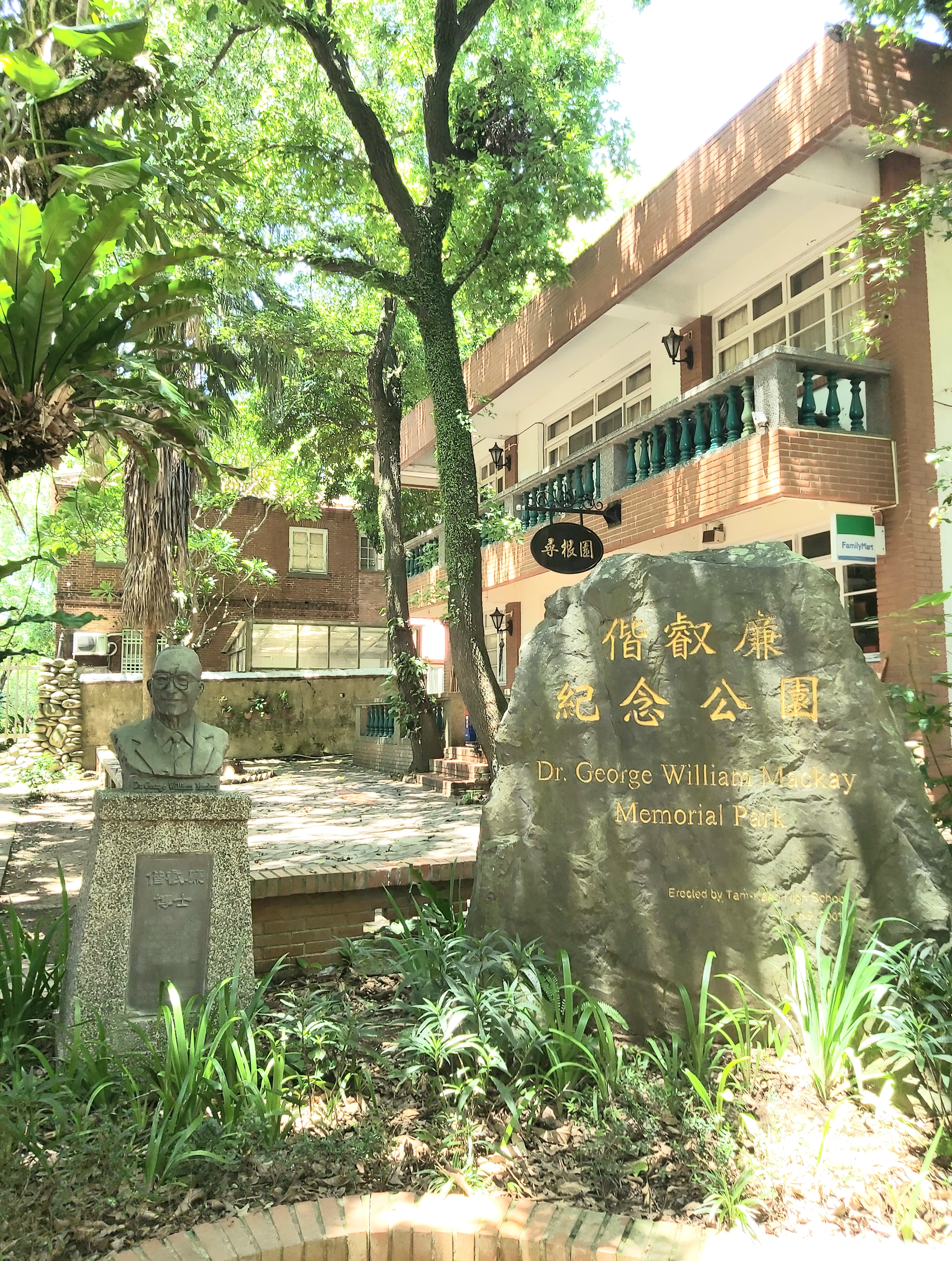
偕叡廉紀念公園

十三歲前在淡水成長，之後隨父親回多倫多，曾就讀多倫多大學，之後取得克拉克大學教育管理學碩士，
1911年，偕叡廉被宣道會任命傳教並辦學，1948年得多倫多諾斯神學院頒贈榮譽神學博士學位。
由偕叡廉擔任首任校長的淡水中學成立之時是所男校（舊名淡水中學校），后淡水中學與純德女中合併，現今有附設小學部純德小學以及附設純德幼稚園。

## 相關
- 紀念公園：純德女中校地內。[1]
- 紀念教會[2]

## 參照
1. ↑  .   [2015-11-19]. （原始内容存档于2018-12-09）.
2. ↑  .   [2015-11-19]. （原始内容存档于2016-03-09）.